# Maria Gustafsson
Maria Gustafsson (Boden, Suecia; 31 de agosto de 1946-Estocolmo, 23 de marzo de 2025), también conocida como Britt, fue una actriz y escritora hispano-sueca, afincada durante años en España.

## Biografía
Comenzó su trayectoria profesional como modelo, actividad que la trajo a España a finales de la década de 1960. En este país se inició como actriz y llegó a rodar una docena de películas entre 1968 y 1972. Entre ellas, destacan especialmente No desearás al vecino del quinto, de Ramón Fernández, junto a Alfredo Landa, y sobre todo La residencia, en la que coincidió por primera vez con el director Narciso Ibáñez Serrador.
Cuando en 1972, Ibáñez Serrador estrenó en Televisión española el célebre concurso Un, dos, tres... responda otra vez, decidió precisamente contar con la colaboración de Maria Gustafsson en funciones de azafata del programa, labor que desarrolló durante el año que duró la primera temporada, hasta abril de 1973. Bajo el nombre artístico de Britt, Maria Gustafsson compartió rol de azafata, entre otras, con Ágatha Lys, Blanca Aguete, Yolanda Ríos, Ana Ángeles García, Aurora Claramunt y Blanca Estrada.
Tras la finalización del concurso decidió probar suerte como redactora, guionista y productora en la propia TVE, con programas como Lápices de Colores (1986) y Dinamo (1986), destinado al público juvenil y más tarde en Canal 10, del que llegó ser jefa de programas.
A mediados de la década de 1990, regresó a su país natal donde inició su carrera como intérprete para la Universidad de Estocolmo y literata. Publicó varias novelas de intriga, entre las que pueden mencionarse Den vidunderliga utsikten (2003), Huset på Carrera 9 (2004) y Absintängeln (2013). También participó en la antología Liv och död i Stockholm.
Desde 1971 y hasta el fallecimiento de él en 2016 estuvo casada con director de cine español Miguel Lluch, con el que tuvo dos hijos, Elin y Mischa. María falleció en San Vicent del Raspeig el 25 de marzo de 2025.